# Corona Pahlavi di Persia
La corona Pahlavi di Persia è stata il simbolo peculiare degli scià dell'Iran regnanti dal 1925 al 1979.

## Storia
Dopo l'ascesa al trono della dinastia Pahlavi, nel 1925, Reza Shah Pahlavi ordinò dei nuovi regalia in sostituzione di quelli della precedente casata Qajar. La corona Pahlavi è stata utilizzata per la prima volta il 25 aprile 1926 in occasione dell'incoronazione di Reza Shah Pahlavi. L'ultima volta è stata usata il 26 ottobre 1967 per l'incoronazione di Mohammad Reza Pahlavi nel palazzo del Golestan a Teheran. In questa occasione l'imperatore incoronò la consorte Farah, prima donna a ricevere tale onore con diritto alla reggenza. Le precedenti mogli del sovrano, Fawzia e Soraya, erano "soltanto" regine.
Attualmente la corona è esposta nella banca centrale di Teheran come altri gioielli della corona.
Sebbene la corona sia stata realizzata nel XX secolo, le gemme impiegate nella sua esecuzione, come per tradizione, sono state selezionate da migliaia di pietre preziose già presenti nel tesoro persiano.

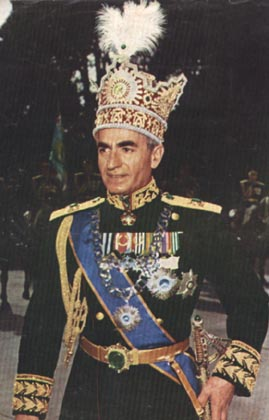
Mohammad Reza Pahlavi nel giorno dell'incoronazione